# Dyspetes flavus
Dyspetes flavus là một loài tò vò trong họ Ichneumonidae.